# Gold-Krokus
Der Gold-Krokus (Crocus flavus) ist eine Pflanzenart aus der Gattung der Krokusse (Crocus).

## Merkmale
Der Gold-Krokus ist ein ausdauernder Knollen-Geophyt, der Wuchshöhen von 5 bis 12 Zentimeter erreicht. Die Knollenhülle ist häutig-parallelfaserig. Sie besitzt am Grund keine geschlossenen Ringe. Die Niederblätter bleiben erhalten und bilden einen langen, braunen Hals um die Knolle. Die 4 bis 8 Blätter sind 2 bis 4 Millimeter breit und manchmal mit einem Flaum aus Haaren bedeckt. Das obere Hochblatt ist linealisch. Es wird umhüllt vom um einiges breiteren unteren Hochblatt. Die 1 bis 4 (selten bis 7) Blüten sind goldgelb oder selten hell zitronengelb und duften. Die Perigonzipfel messen 20 bis 35 (selten ab 15) × 6 bis 12 (selten ab 4) Millimeter. Ihre Außenseite ist hin und wieder bräunlich gestreift. Die Staubbeutel sind pfeilförmig.
Die Blütezeit reicht von März bis April.
Die Chromosomenzahl beträgt 2n = 8.

## Vorkommen
Der Gold-Krokus kommt in Serbien, Nord-Griechenland, Bulgarien, Süd-Rumänien und der West-Türkei vor. Die Art wächst in offenen Baum- und Strauchfluren sowie auf trockenem Grasland in Höhenlagen von 0 bis 1200 Meter.
Es gibt zwei Unterarten:
- Crocus flavus subsp. atticus Kit Tan, Zograf. & Mermygkas: Sie kommt in Griechenland vor.[2]
- Crocus flavus subsp. flavus: Sie kommt von der Balkanhalbinsel bis in die westliche Türkei vor.[2]

Nicht mehr zu dieser Art wird gerechnet:
- Crocus flavus subsp. dissectus T. Baytop & B. Mathew => Crocus mouradi Whittall[2]
- Crocus flavus subsp. sarichinarensis Rukšāns => Crocus sarichinarensis (Rukšāns) Rukšāns[2]

## Nutzung
Der Gold-Krokus wird verbreitet als Zierpflanze für Rabatten, Steingärten und Rasen genutzt. Die Art ist seit spätestens 1579 in Kultur. Zurzeit wird die wilde Art selten angepflanzt.

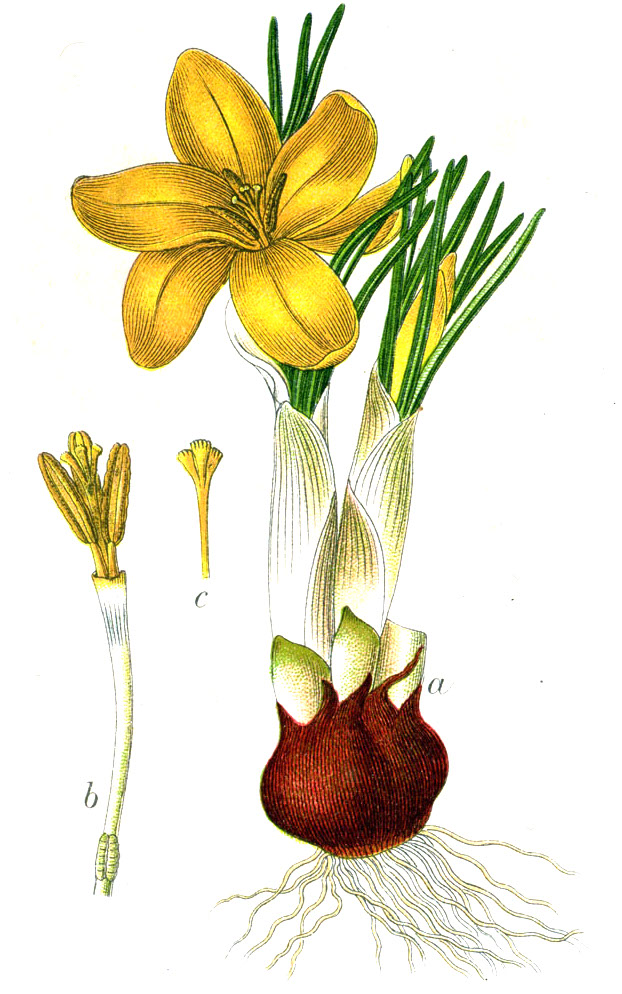
Abbildung aus der Deutschlands Flora in Abbildungen
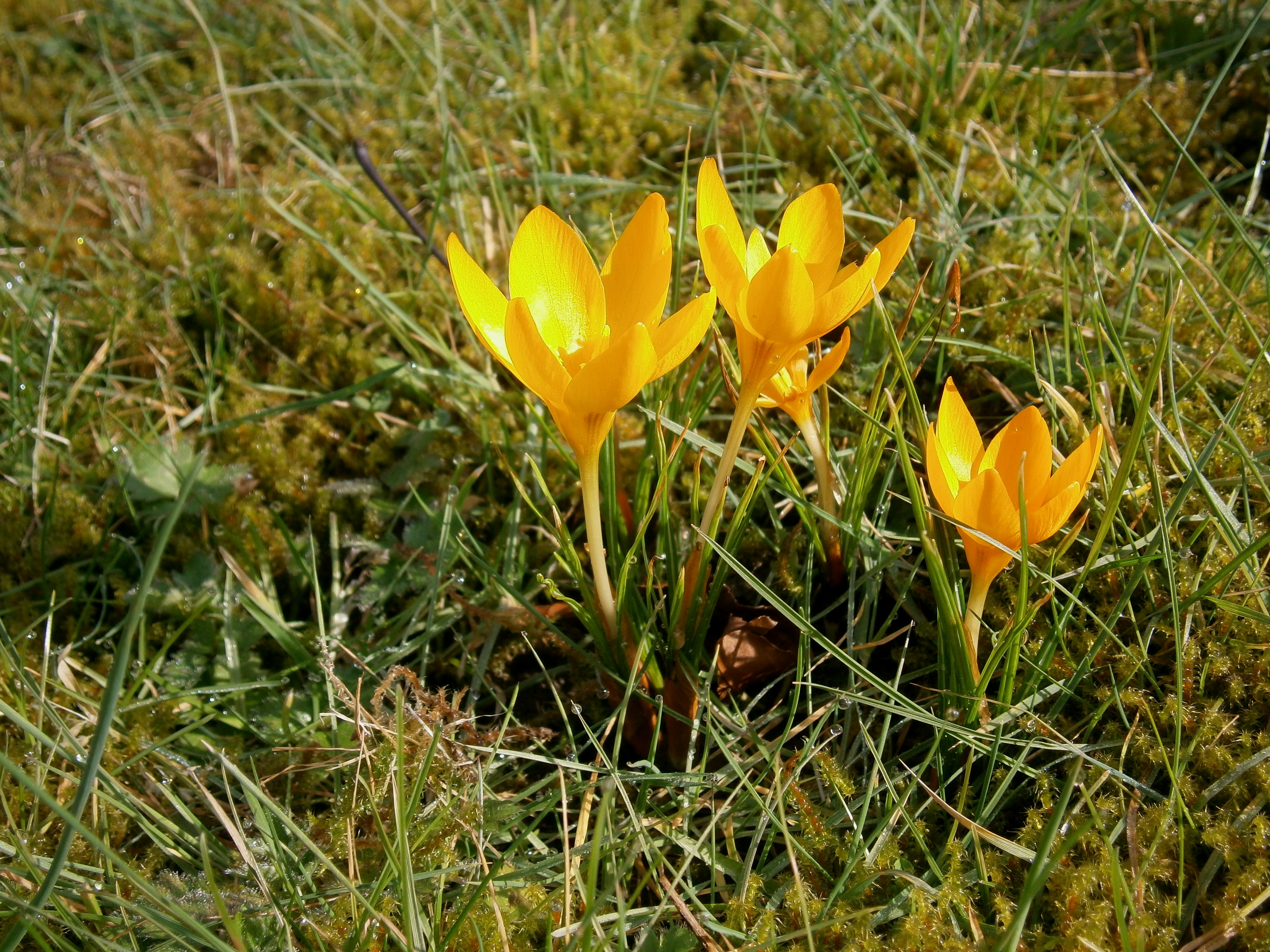
Crocus flavus subsp. flavus
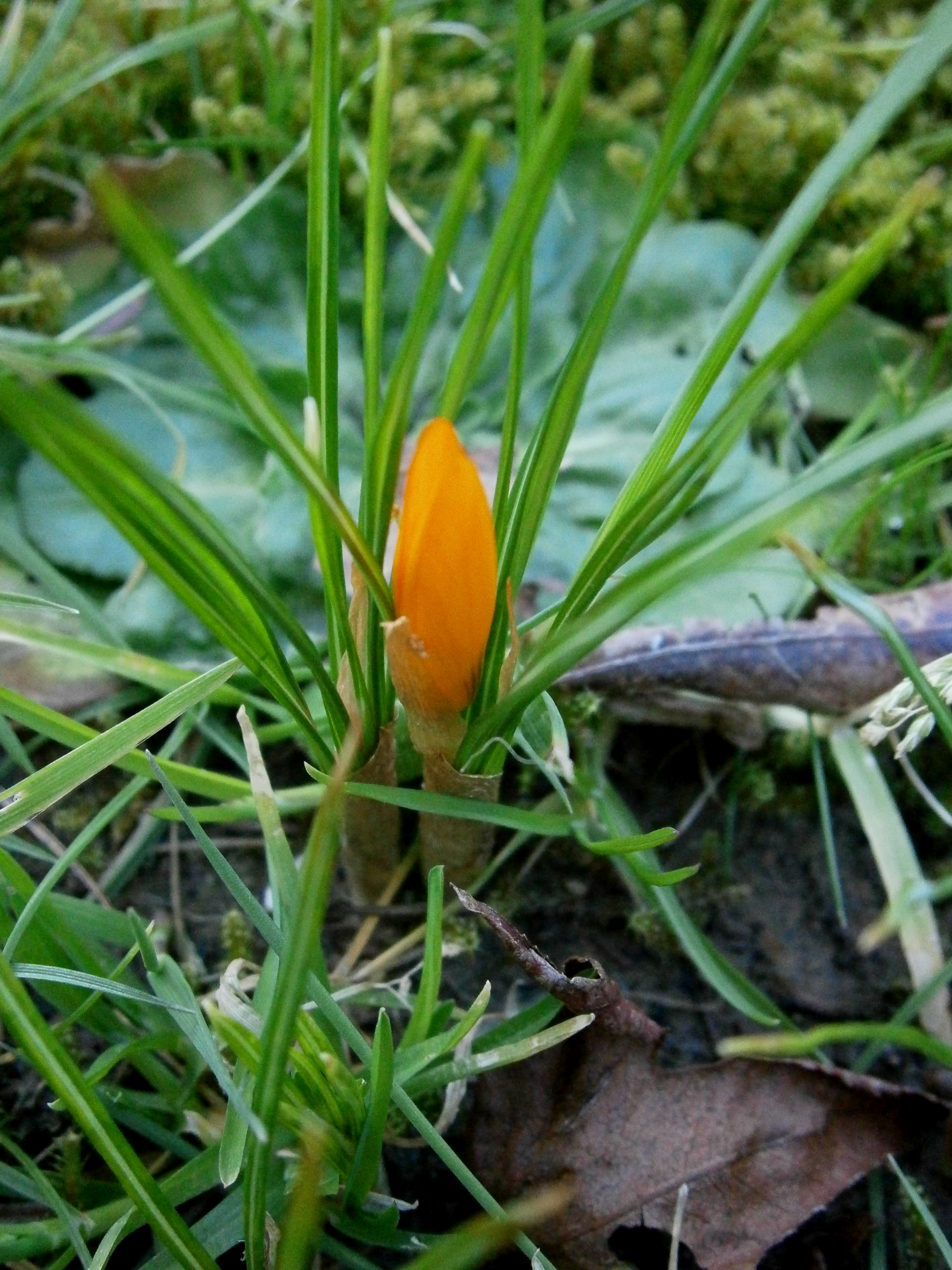
Knospe
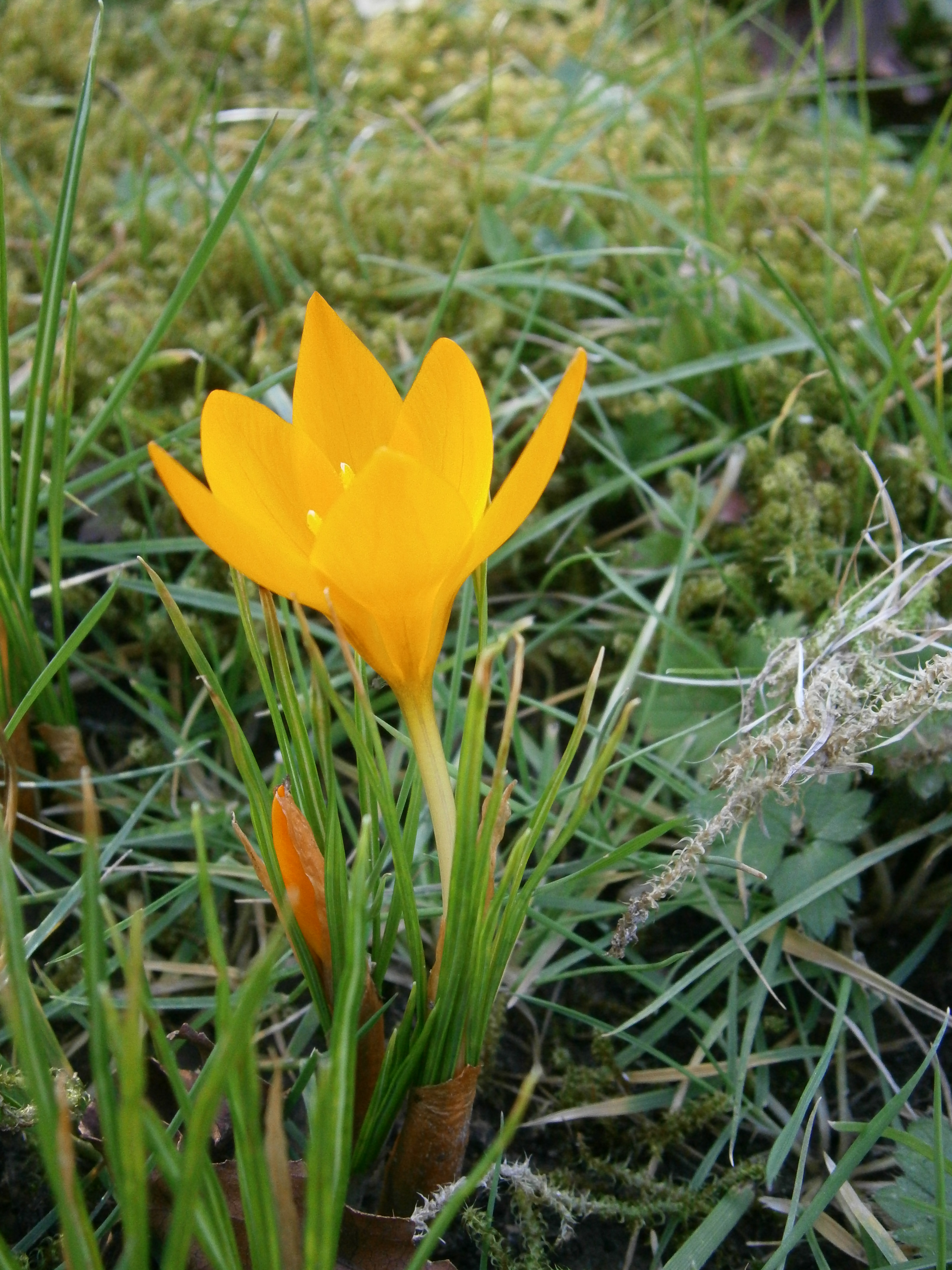
Seitenansicht der Blüte
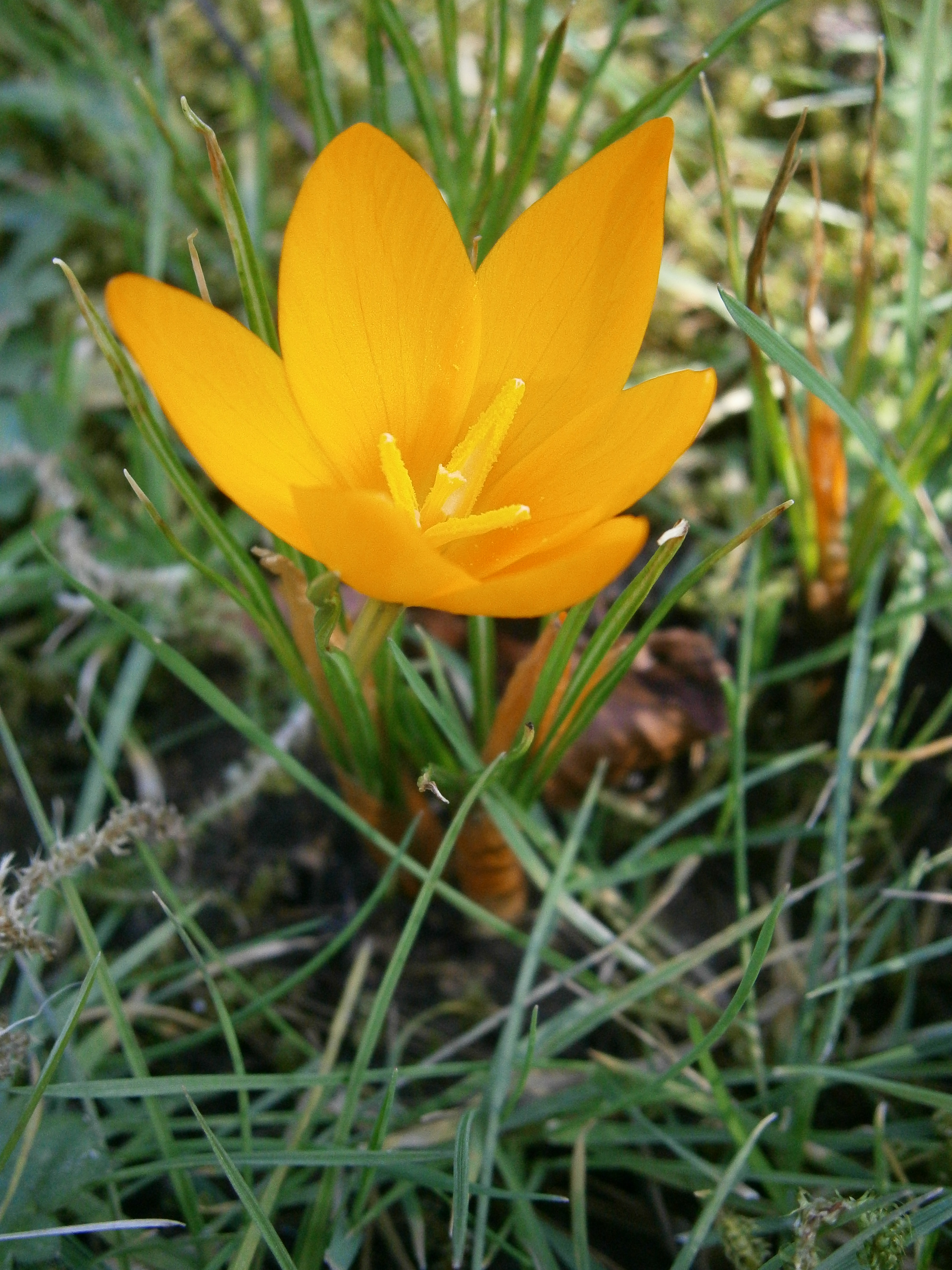
Nahaufnahme der Blüte

Mittlerweile wird fast nur noch die sterile Hybride mit Crocus angustifolius (Synonyme: Crocus ×luteus Lam., 'Dutch Yellow', 'Gelber Riese', 'Yellow Mammoth') kultiviert. Diese ist seit dem Anfang des 17. Jahrhunderts bekannt und hat größere, einfarbig orange Blüten.

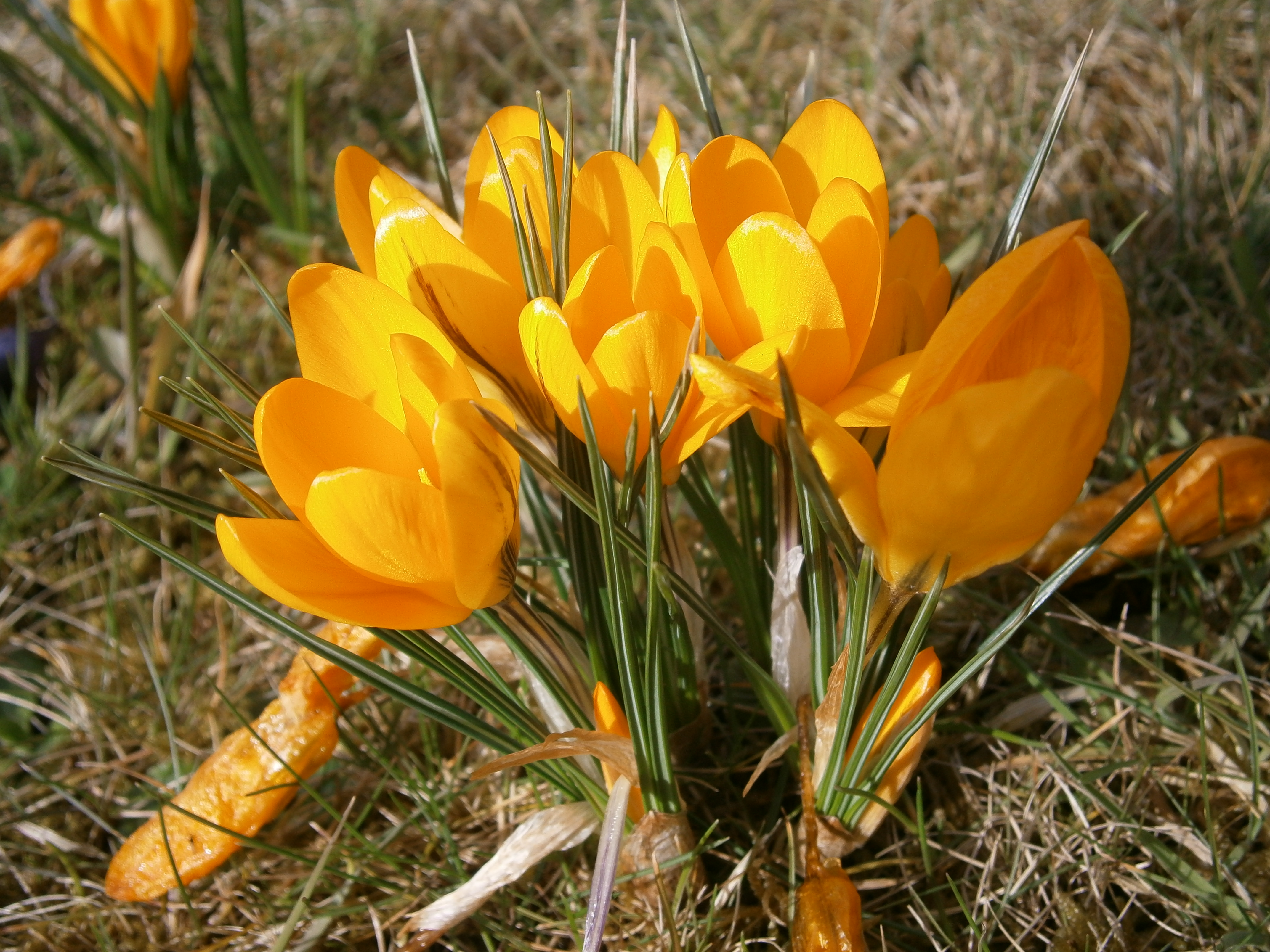
Crocus 'Yellow Mammoth'
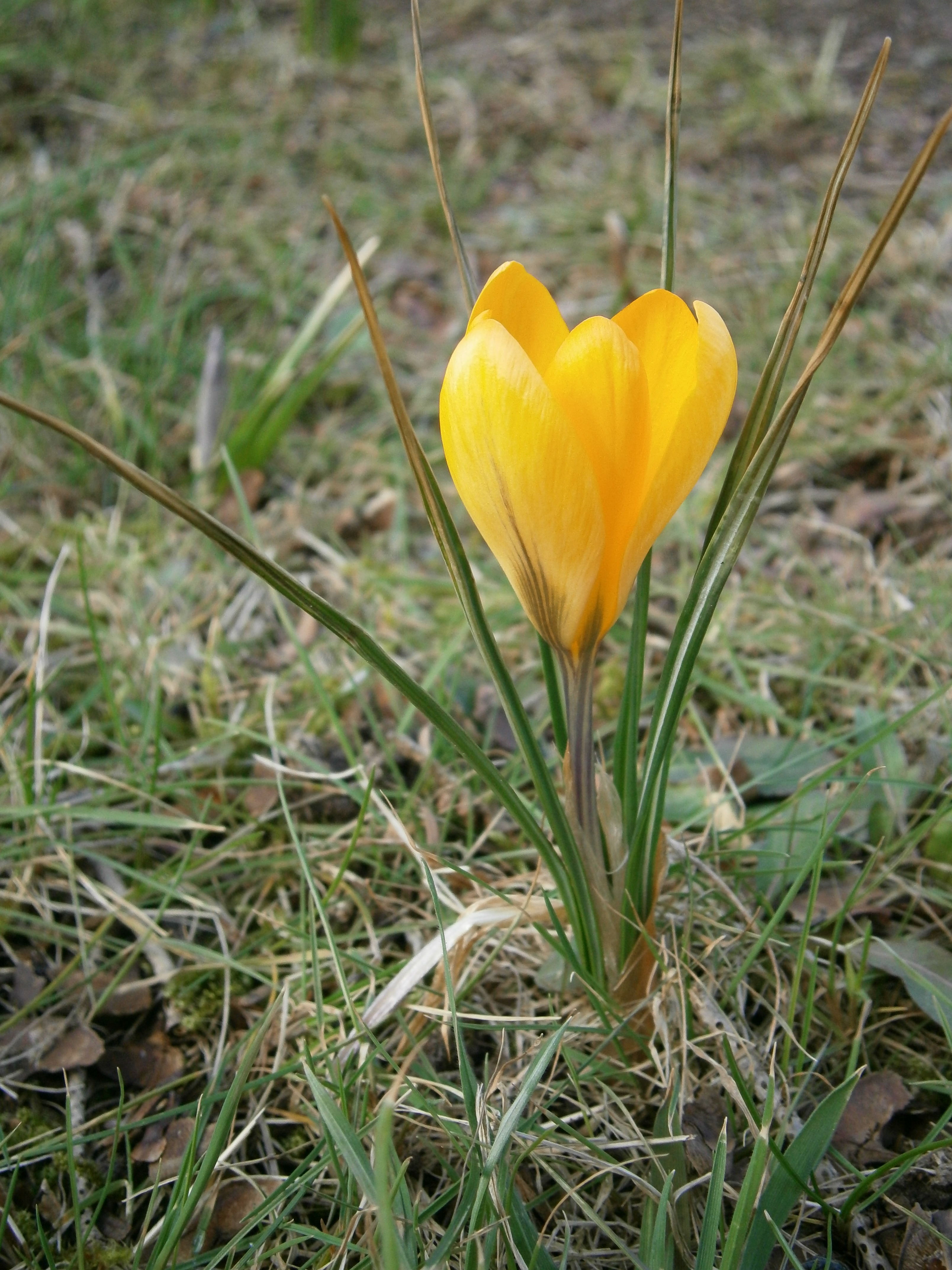
Seitenansicht der Blüte
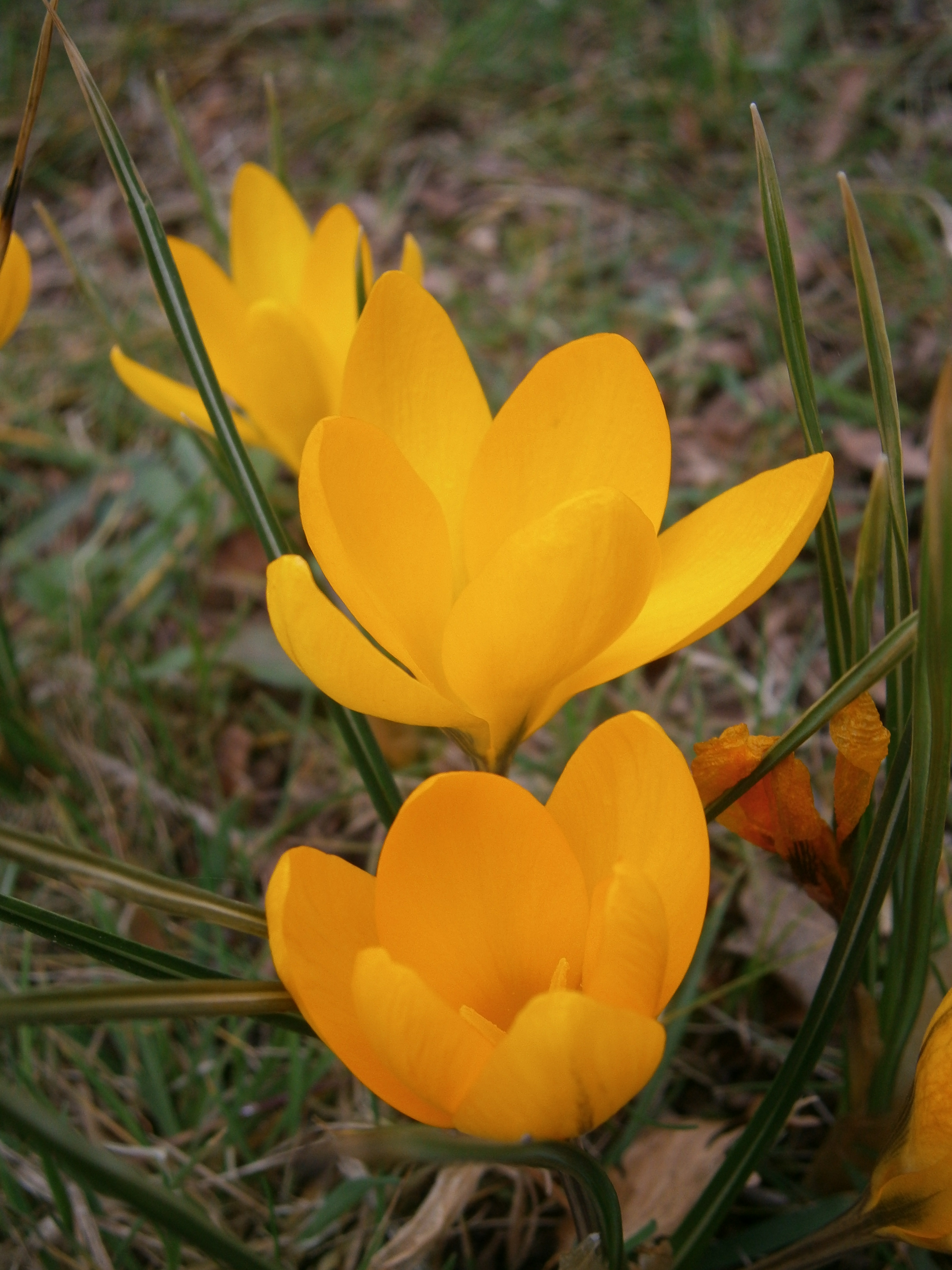
Nahaufnahme der Blüte

Weitere, seltenere Sorten sind 'Sulphureus Concolor' mit hellgelben Blüten und C. ×stellaris hort. (eine andere Hybride mit Crocus angustifolius) mit an der Außenseite schwarzgestreiftem Perigon.